# Chirotica transversator
Chirotica transversator là một loài tò vò trong họ Ichneumonidae.